# Campeonato Mundial de Atletismo de 2022 - 110 m com barreiras masculino
A competição dos 110 metros com barreiras masculino no Campeonato Mundial de Atletismo de 2022 foi realizada no estádio Hayward Field, em Eugene, nos Estados Unidos, nos dias 16 e 17 de julho de 2022.

## Recordes
Antes da competição, os recordes eram os seguintes:
| Recorde mundial                               | Aries Merritt (USA)    | 12.80 | Bruxelas, Bélgica           | 7 de setembro de 2012 |
| Recorde do campeonato                         | Colin Jackson (GBR)    | 12.91 | Estugarda, Alemanha         | 20 de agosto de 1993  |
| Melhor marca do ano                           | Devon Allen (USA)      | 12.84 | Nova Iorque, Estados Unidos | 12 de junho de 2022   |
| Recorde da África                             | Antonio Alkana (RSA)   | 13.11 | Praga, República Checa      | 5 de junho de 2017    |
| Recorde da Ásia                               | Liu Xiang (CHN)        | 12.88 | Lausana, Suíça              | 11 de julho de 2006   |
| Recorde da América do Norte, Central e Caribe | Aries Merritt (USA)    | 12.80 | Bruxelas, Bélgica           | 7 de setembro de 2012 |
| Recorde da América d Sul                      | Rafael Pereira (BRA)   | 13.17 | Rio de Janeiro, Brasil      | 13 de junho de 2022   |
| Recorde da Europa                             | Colin Jackson (GBR)    | 12.91 | Estugarda, Alemanha         | 20 de agosto de 1993  |
| Recorde da Oceania                            | Kyle Vander Kuyp (AUS) | 13.29 | Gotemburgo. Suécia          | 11 de agosto de 1995  |

## Medalhistas
| Ouro                 | Prata                 | Bronze               |
| Grant Holloway (USA) | Trey Cunningham (USA) | Asier Martínez (ESP) |

## Tempo de qualificação
| Tempo de qualificação. |
| ---------------------- |
| 13.32                  |

## Calendário
| Data        | Horário | Fase          |
| ----------- | ------- | ------------- |
| 16 de julho | 11:25   | Eliminatórias |
| 17 de julho | 17:05   | Semifinais    |
| 17 de julho | 19:30   | Final         |

Todos os horários estão no horário local (UTC-7)

## Resultados

### Eliminatórias
Qualificação: Os quatro primeiros de cada bateria (Q) e os quatro melhores tempos (q) das eliminatórias. 

Vento:

Bateria 1: -0.5 m/s, Bateria 2: +0.4 m/s, Bateria 3: -0.3 m/s, Bateria 4: +0.2 m/s, Bateria 5: +0.4 m/s
| Pos. | Bateria | Atleta                  | Nacionalidade   | Tempo | Notas    |
| ---- | ------- | ----------------------- | --------------- | ----- | -------- |
| 1    | 2       | Grant Holloway          | Estados Unidos  | 13.14 | Q        |
| 2    | 4       | Hansle Parchment        | Jamaica         | 13.17 | Q        |
| 3    | 4       | Rafael Pereira          | Brasil          | 13.23 | Q        |
| 4    | 1       | Trey Cunningham         | Estados Unidos  | 13.28 | Q        |
| 5    | 4       | Just Kwaou-Mathey       | França          | 13.32 | Q        |
| 6    | 1       | Rasheed Broadbell       | Jamaica         | 13.36 | Q        |
| 7    | 3       | Asier Martínez          | Espanha         | 13.37 | Q        |
| 8    | 2       | Damian Czykier          | Polónia         | 13.37 | Q        |
| 9    | 2       | Joshua Zeller           | Grã-Bretanha    | 13.41 | Q        |
| 10   | 3       | Amine Bouanani          | Argélia         | 13.44 | Q        |
| 11   | 1       | Andrew Pozzi            | Grã-Bretanha    | 13.45 | Q        |
| 12   | 2       | Eduardo Rodrigues       | Brasil          | 13.46 | Q        |
| 13   | 4       | Shane Brathwaite        | Barbados        | 13.47 | Q        |
| 14   | 5       | Devon Allen             | Estados Unidos  | 13.47 | Q        |
| 15   | 3       | Sasha Zhoya             | França          | 13.48 | Q        |
| 16   | 1       | Jason Joseph            | Suíça           | 13.49 | Q        |
| 17   | 1       | Pascal Martinot-Lagarde | França          | 13.49 | q        |
| 18   | 2       | Nicholas Hough          | Austrália       | 13.51 | q        |
| 19   | 5       | Milan Trajkovic         | Chipre          | 13.52 | Q        |
| 20   | 3       | Shuhei Ishikawa         | Japão           | 13.53 | Q        |
| 21   | 3       | Orlando Bennett         | Jamaica         | 13.55 | q        |
| 22   | 5       | Shunsuke Izumiya        | Japão           | 13.56 | Q        |
| 23   | 5       | David King              | Grã-Bretanha    | 13.57 | Q        |
| 24   | 4       | Enrique Llopis          | Espanha         | 13.58 | q        |
| 25   | 2       | Xie Wenjun              | China           | 13.58 |          |
| 26   | 1       | Mikdat Sevler           | Turquia         | 13.61 |          |
| 27   | 5       | Antonio Alkana          | África do Sul   | 13.64 |          |
| 28   | 1       | Petr Svoboda            | Chéquia         | 13.65 |          |
| 29   | 2       | Louis François Mendy    | Senegal         | 13.70 |          |
| 30   | 4       | Rachid Muratake         | Japão           | 13.73 |          |
| 31   | 3       | Rasheem Brown           | Ilhas Caimã     | 13.78 |          |
| 32   | 3       | Gregor Traber           | Alemanha        | 13.81 |          |
| 33   | 5       | Wellington Zaza         | Libéria         | 13.81 |          |
| 34   | 2       | Chen Kuei-ru            | Taipé Chinesa   | 13.82 |          |
| 35   | 4       | Elmo Lakka              | Finlândia       | 13.91 |          |
| 36   | 4       | Chris Douglas           | Austrália       | 13.95 |          |
| 37   | 1       | Jérémie Lararaudeuse    | Ilhas Maurícias | 14.19 |          |
| 38   | 5       | Richard Diawara         | Mali            | 14.35 |          |
| 37   | 3       | Daniel Roberts          | Estados Unidos  | DSQ   | TR22.6.2 |
| 37   | 5       | Gabriel Constantino     | Brasil          | DSQ   | TR22.6.2 |

### Semifinais
Qualificação: Os dois primeiros de cada bateria (Q) e os dois melhores tempos (q) das semifinais.
Vento:

Bateria 1: -0.6 m/s,  Bateria 2: +0.3 m/s, Bateria 3: +2.5 m/s
| Pos. | Bateria | Atleta                  | Nacionalidade  | Tempo | Notas                |
| ---- | ------- | ----------------------- | -------------- | ----- | -------------------- |
| 1    | 1       | Grant Holloway          | Estados Unidos | 13.01 | Q,                   |
| 2    | 3       | Hansle Parchment        | Jamaica        | 13.02 | Q                    |
| 3    | 2       | Trey Cunningham         | Estados Unidos | 13.07 | Q                    |
| 4    | 3       | Devon Allen             | Estados Unidos | 13.09 | Q                    |
| 5    | 3       | Shane Brathwaite        | Barbados       | 13.21 | q                    |
| 6    | 3       | Damian Czykier          | Polónia        | 13.22 | q                    |
| 7    | 3       | Just Kwaou-Mathey       | França         | 13.25 |                      |
| 8    | 2       | Asier Martínez          | Espanha        | 13.26 | Q                    |
| 9    | 2       | Rasheed Broadbell       | Jamaica        | 13.27 |                      |
| 10   | 1       | Joshua Zeller           | Grã-Bretanha   | 13.31 | Q                    |
| 11   | 3       | Andrew Pozzi            | Grã-Bretanha   | 13.35 |                      |
| 12   | 1       | Amine Bouanani          | Argélia        | 13.37 | Recorde nacional     |
| 13   | 2       | Pascal Martinot-Lagarde | França         | 13.40 | Recorde da temporada |
| 14   | 2       | Shunsuke Izumiya        | Japão          | 13.42 |                      |
| 15   | 3       | Nicholas Hough          | Austrália      | 13.42 |                      |
| 16   | 3       | Enrique Llopis          | Espanha        | 13.44 |                      |
| 17   | 1       | Rafael Pereira          | Brasil         | 13.46 |                      |
| 18   | 1       | Sasha Zhoya             | França         | 13.47 |                      |
| 19   | 2       | Milan Trajkovic         | Chipre         | 13.49 |                      |
| 20   | 2       | David King              | Grã-Bretanha   | 13.51 |                      |
| 21   | 2       | Eduardo Rodrigues       | Brasil         | 13.62 |                      |
| 22   | 1       | Orlando Bennett         | Jamaica        | 13.67 |                      |
| 23   | 1       | Jason Joseph            | Suíça          | 13.67 |                      |
| 24   | 1       | Shuhei Ishikawa         | Japão          | 13.68 |                      |

### Final
A final ocorreu dia 17 de julho às 19:30.
Vento: +1.2 m/s
| Pos.              | Raia | Atleta           | Nacionalidade  | Tempo | Notas   |
| ----------------- | ---- | ---------------- | -------------- | ----- | ------- |
| Medalha de ouro   | 4    | Grant Holloway   | Estados Unidos | 13.03 | (0.124) |
| Medalha de prata  | 6    | Trey Cunningham  | Estados Unidos | 13.08 | (0.109) |
| Medalha de bronze | 8    | Asier Martínez   | Espanha        | 13.17 | (0.126) |
| 4                 | 2    | Damian Czykier   | Polónia        | 13.32 | (0.140) |
| 5                 | 7    | Joshua Zeller    | Reino Unido    | 13.33 | (0.145) |
|                   | 1    | Shane Brathwaite | Barbados       | DSQ   | (0.108) |
|                   | 3    | Devon Allen      | Estados Unidos | DSQ   | (0.099) |
|                   | 5    | Hansle Parchment | Jamaica        | DNS   |         |

Legenda
| Recorde mundial       | Recorde mundial (World record)               |                       | Recorde africano                      | Recorde africano (African) |                                           | Q | Classificado por posição (Qualified) |
| Recorde do campeonato | Recorde do campeonato (Championship record)  | Recorde da América    | Recorde da América (Americas)         | q                          | Classificado por melhor tempo (Qualified) |   |                                      |
| Melhor marca do ano   | Melhor marca do ano (World leading)          | Recorde asiático      | Recorde asiático (Asian)              | DNS                        | Não largou (Did not start)                |   |                                      |
| Recorde nacional      | Recorde nacional (National record)           | Recorde europeu       | Recorde europeu (European)            | DNF                        | Não terminou (Did not finish)             |   |                                      |
| Recorde pessoal       | Recorde pessoal do atleta (Personal best)    | Recorde da Oceania    | Recorde da Oceania (Oceania)          | DSQ / DQ                   | Desclassificado (Disqualified)            |   |                                      |
| Recorde da temporada  | Recorde da temporada do atleta (Season best) | Recorde sul-americano | Recorde sul-americano (South America) | NM                         | Sem marca (No mark)                       |   |                                      |